# 데이터 중복
데이터 중복 또는 데이터 잉여 중복(Data redundancy)은 컴퓨터 메인 메모리, 보조 기억 장치, 컴퓨터 버스에서 실제 데이터에 추가되는 데이터의 존재이며 저장되거나 전송된 데이터의 오류 수정을 허용한다. 추가 데이터는 단순히 실제 데이터의 완전한 복사본(반복 코드 유형)일 수도 있고, 오류를 감지하고 손실되거나 손상된 데이터를 특정 수준까지 재구성할 수 있는 선택된 데이터 조각일 수도 있다.
예를 들어, 계산된 검사 비트를 포함함으로써 ECC 메모리는 각 메모리 워드 내에서 단일 비트 오류를 감지하고 수정할 수 있는 반면, RAID 1은 두 개의 하드 디스크 드라이브(HDD)를 논리적 저장 장치로 결합하여 저장된 데이터가 전체 기간 동안 유지되도록 한다. 데이터 중복은 자동 데이터 손상에 대한 조치로 사용될 수도 있다. 예를 들어 Btrfs 및 ZFS와 같은 파일 시스템은 저장된 데이터의 복사본과 함께 데이터 및 메타데이터 체크섬을 사용하여 자동 데이터 손상을 감지하고 그 영향을 복구한다.

## 같이 보기
- 데이터 관리
- 다중화 (시스템)
- 여유도